# Wippe (Solingen)
Wippe ist eine Hofschaft in der bergischen Großstadt Solingen.

## Lage und Beschreibung
Wippe liegt abseits der städtischen Bebauung im äußersten Südwesten des Stadtbezirks Burg/Höhscheid nahe der Wupper, die die südliche Stadtgrenze zu Leichlingen bildet. Der Ort liegt innerhalb der naturräumlichen Einheit Unteres Wuppertal nahe der Mündung des Weinsberger Bachs in die Wupper. Die zu dem Ort gehörenden Gebäude befinden sich an der Straße Wippe, zwischen der Wipperaue und der Lacher Straße, die die Verbindung zum Stadtteil Widdert bildet. Den Ort prägt bis heute ein Bestand an historischen Fachwerk- und Schieferhäusern, von denen eines unter Denkmalschutz steht. Zwei Naturschutzgebiete grenzen an Wippe an: Tal- und Hangbereiche der Wupper mit Seitenbächen und Weinsberger Bachtal.
Benachbarte Orte sind bzw. waren (von Nord nach West): Wipperbanden, Vormeiswinkel, Hintenmeiswinkel, Leysiefen und Nesselrath in Leichlingen, Wipperkotten, Wipperaue, Haasenmühle, Oelmühle, Schirpenbruch und Höhmannsberg.

## Etymologie
Der Ortsname ist laut Hans Brangs nicht von der Wupper, sondern vom Unterlauf des Weinsberger Bachs abgeleitet. Das Wort wird als wippender, springender, schnellfließender Bach gedeutet.

## Geschichte
Wippe ist als Einzelhof seit dem 14. Jahrhundert nachweisbar, die erste urkundliche Erwähnung erfolgte im Jahre 1395. Im Zehntverzeichnis der Abtei Altenberg von 1488 ist der Ort als Hoff zor Wyppen verzeichnet. In der Karte Topographia Ducatus Montani, Blatt Amt Solingen, von Erich Philipp Ploennies aus dem Jahre 1715 ist der Ort mit einer Hofstelle verzeichnet und als Wiepen benannt. Er wurde in den Registern der Honschaft Widdert innerhalb des Amtes Solingen geführt. Die Topographische Aufnahme der Rheinlande von 1824 verzeichnet den Ort nur unbenannt, die Preußische Uraufnahme von 1844 verzeichnet ihn als An der Wippe. In der Topographischen Karte des Regierungsbezirks Düsseldorf von 1871 ist der Ort als Wippe verzeichnet.
Nach Gründung der Mairien und späteren Bürgermeistereien Anfang des 19. Jahrhunderts gehörte der Ort zur Bürgermeisterei Höhscheid, die 1856 zur Stadt erhoben wurde und lag dort in der Flur VII. Höhe.
Mit der Städtevereinigung zu Groß-Solingen im Jahre 1929 wurde Wippe ein Ortsteil Solingens. Seit dem Jahre 1988 ist von den erhaltenen Fachwerkgebäuden im Ort das Gebäude Wippe 9 in die Solinger Denkmalliste eingetragen, das auf dem Bild oben in der Mitte abgebildet ist.